# Amerykanie pochodzenia urugwajskiego
Amerykanie pochodzenia urugwajskiego – obywatele lub rezydenci Stanów Zjednoczonych, których przodkowie pochodzą z Urugwaju, bądź też imigranci z tego kraju. Liczebność tej populacji, według American Community Survey (projekt Amerykańskiego Biura Cenzusowego), w 2006 wynosiła 50 538.
Urugwajczycy to w przeważającej większości (88% obywateli Urugwaju) potomkowie europejskich kolonistów wywodzących się głównie z Hiszpanii i Włoch, osiadających w Wicekrólestwie La Platy. Innymi grupami etnicznymi są Czarni, Metysi, Indianie i Azjaci, przy czym do tej ostatniej grupy zalicza się zarówno przybyszy z Bliskiego Wschodu (głównie z Syrii i Libanu), jak i Dalekiego Wschodu (głównie Chińczycy i Japończycy).
Amerykanie pochodzenia urugwajskiego posługują się głównie językiem angloamerykańskim, dialektem rioplatense (hiszpański) i włoskim.
Większość z nich wyznaje katolicyzm. Podobnie jak inni Latynosi w USA zamieszkują głównie Florydę, Kalifornię, Nowy Jork i Waszyngton.